# Waterloo Hawks 1947-1948
La stagione 1947-1948 dei Waterloo Hawks vide la franchigia impegnata in Professional Basketball League of America.
Gli Hawks disputavano le partite interne presso il Waterloo Hippodrome, dotato di circa 8.000 posti. I colori della squadre erano il verde e l'oro. La squadra disputò sei partite, a causa dello scioglimento anticipato della lega; ne vinse una, perdendone cinque.

## Roster
|  | Naz.                   | Ruolo | Sportivo          | Anno | Alt. | Peso |  |
|  | ---------------------- | ----- | ----------------- | ---- | ---- | ---- |  |
|  | Stati Uniti (bandiera) | C     | Noble Jorgensen   | 1925 | 206  | 103  |  |
|  | Stati Uniti (bandiera) | AG    | Price Brookfield  | 1920 | 193  | 84   |  |
|  | Stati Uniti (bandiera) | G     | Otto Kerber       |      | 188  | 79   |  |
|  | Stati Uniti (bandiera) | G     | Jack Spehn        |      | 188  | 84   |  |
|  | Stati Uniti (bandiera) | A     | Dick Lynch        | 1924 | 193  | 95   |  |
|  | Stati Uniti (bandiera) | A     | Nick Vodick       |      | 188  | 88   |  |
|  | Stati Uniti (bandiera) | G     | Ollie White       |      | 183  | 84   |  |
|  | Stati Uniti (bandiera) | A     | Clarence Anderson |      | 196  | 96   |  |
|  | Stati Uniti (bandiera) | G     | Swede Roos        | 1913 | 185  | 82   |  |
|  | Stati Uniti (bandiera) | A     | Emil Lussow       | 1922 | 185  | 98   |  |
|  | Stati Uniti (bandiera) | AC    | Carl Bruch        |      | 193  | 86   |  |

## Staff tecnico
- Allenatore: Swede Roos (allenatore/giocatore)